# Тунтул Іван Якович
Іван Якович Тунтул (Jānis Tuntulis) (1892, Венденський повіт Ліфляндської губернії, тепер Латвія — розстріляний 25 травня 1938, місто Хабаровськ, тепер Російська Федерація) — радянський партійний діяч, секретар Уральського бюро ЦК РКП(б), секретар Коряцького окружкому ВКП(б). Член ЦК РКП(б) у 1921—1922 роках. Кандидат у члени Організаційного бюро ЦК РКП(б) з 27 лютого по 27 березня 1922 року. 

## Життєпис
Член РСДРП(б) з 1907 року.
Вів революційну роботу в Латвії та на Уралі, куди був відправлений на заслання.
З 1917 року — член Уральського обласного комітету РСДРП(б) (РКП(б)). У жовтні 1917 року — активний учасник встановлення радянської влади в місті Єкатеринбурзі (заступник голови військово-революційного комітету).
З січня 1918 року — комісар управління Уральської обласної ради народних комісарів.
З грудня 1918 року — заступник голови виконавчого комітету Чердинської повітової ради, член Чердинського повітового революційного комітету Пермської губернії.
До 1920 року — комісар фінансів Уральської обласної ради народних комісарів.
У 1920—1922 роках — секретар Уральського бюро ЦК РКП(б).
У 1922—1927 роках — на партійній роботі в Петрограді (Ленінграді).
У 1925 році примикав до «нової опозиції». У 1928 році виключений із партії як активний троцькіст.
У 1928—1930 роках — голова правління крайового книжкового видавництва в місті Хабаровську.
У 1930 році відновлений в членах ВКП(б).
У 1930—1931 роках — заступник голови Далекосхідного комітету Півночі.
7 травня 1931 — 1933 року —  відповідальний секретар Організаційного бюро Далекосхідного комітету ВКП(б) по Коряцькому національному округу, відповідальний секретар Коряцького окружного комітету ВКП(б).
У 1925 році виключений із ВКП(б).
З 1925 по 1936 рік був безробітним, проживав у Москві.
22 березня 1936 року заарештований органами НКВС, незабаром був звільнений. Знову заарештований 7 квітня 1937 року, етапований до Хабаровська. Засуджений до страти за статтею 58 КК РРФСР, розстріляний 25 травня 1938 року.
Посмертно реабілітовано 22 вересня 1960 року.